# Mitchell Peak
Mitchell Peak är en bergstopp i Antarktis. Den ligger i Västantarktis. Inget land gör anspråk på området. Toppen på Mitchell Peak är 387 meter över havet.
Terrängen runt Mitchell Peak är platt åt nordväst, men åt sydost är den kuperad. Trakten är obefolkad. Det finns inga samhällen i närheten.